# Siyaku
Siyaku är en ort i Azerbajdzjan.   Den ligger i distriktet Astara Rayonu, i den sydöstra delen av landet, 220 km söder om huvudstaden Baku. Siyaku ligger 30 meter över havet och antalet invånare är 1 281.
Terrängen runt Siyaku är kuperad västerut, men österut är den platt. Runt Siyaku är det ganska tätbefolkat, med 129 invånare per kvadratkilometer.. Närmaste större samhälle är Lankaran, 19,0 km norr om Siyaku.
Omgivningarna runt Siyaku är en mosaik av jordbruksmark och naturlig växtlighet.